# Uur

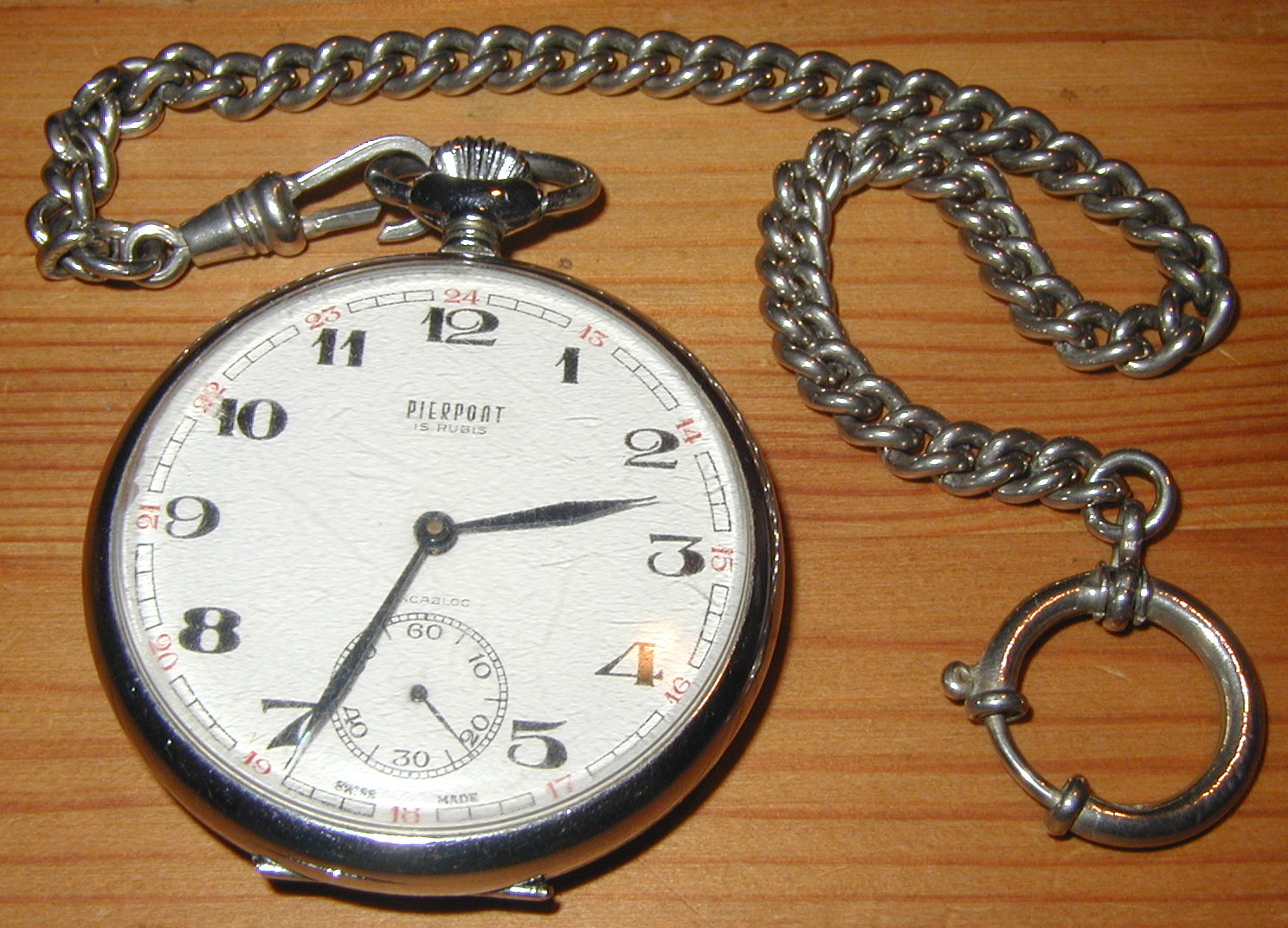
Zakhorloge.

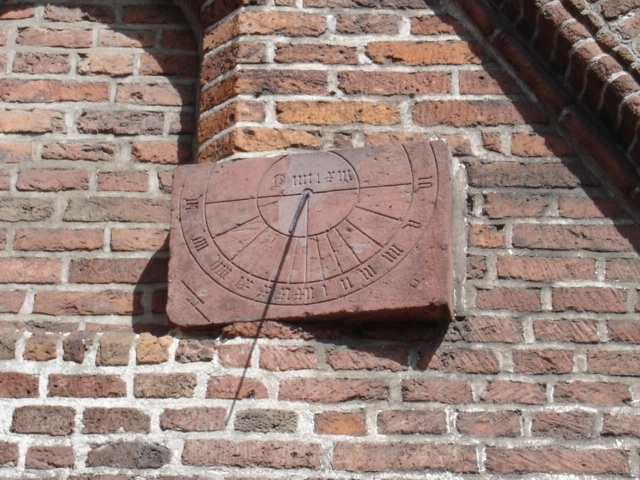
Zonnewijzer Jacobikerk Utrecht.

Het uur is een eenheid van tijd en wordt gedefinieerd als de tijd van 3600 seconden of 60 minuten van 60 seconden.
Een etmaal duurt 24 uur, een week 168 uur, een kwartaal gemiddeld ongeveer 2191,5 uur, maar precies 2191.4555424 uur en een jaar bevat precies 8765.8221696 uur en dit is afgerond 8766 uur.
Het internationale wetenschappelijke symbool is h. In niet-wetenschappelijke teksten is de afkorting in het Nederlands u.
Vroegere definities van het uur waren:
- Een twaalfde deel van de tijdsduur tussen zonsopgang en zonsondergang. Door deze definitie waren de uren op een zomerdag langer dan in de winter, en begon de morgen met het eerste uur. De Romeinen en Grieken gebruikten deze definitie, en verdeelden de nacht in 3 of 4 nachtwaken. Later werd de nacht (de tijd tussen zonsondergang en zonsopgang) ook verdeeld in 12 uren.
  - De verdeling van een dag in 12 uur zou naar analogie met de 12 maanden in een jaar kunnen zijn opgevat. Het getal 12 is namelijk makkelijk deelbaar door 2, door 3, door 4 en door 6. Vermenigvuldigd met 2 geeft het 24, met 5 bekomt men 60 en met 30 ( = 5 x 6) 360. Dit soort symmetrie werd in de oudheid vaak gebruikt bij meeteenheden.
- Een 24ste deel van de waargenomen zonnedag, dat is de tijdsduur tussen twee momenten dat de zon op het hoogste punt staat. Ook door deze definitie varieert de tijdsduur van het uur, omdat de lengte van een zonnedag gedurende het jaar varieert.
- Een 24ste deel van de gemiddelde zonnedag. Dit is een tamelijk constante definitie van het uur, maar omdat de aarde in de loop der tijd iets langzamer gaat draaien, wordt het uur volgens deze definitie steeds langer.

## Als tijdsaanduiding
Het woord uur wordt ook gebruikt om een tijdstip aan te duiden, bijvoorbeeld als men zegt "Het is acht uur". Dit moet worden begrepen als: "Er is acht uur verlopen sinds zonsopgang (vanouds), sinds middernacht of sinds de middag".
In andere talen wordt onderscheid gemaakt, zoals in het Duits (Stunde, Uhr) en Engels (hour, o'clock).
Hoewel er 24 uren in een etmaal gaan, wordt er, vooral mondeling, ook vaak met twee keer 12 uur gewerkt, zodat het nodig is om behalve het uur ("Het is acht uur") ook aan te geven of dat vóór of na de middag is (ante meridiem en post meridiem). Dit is waarschijnlijk ontstaan uit de klassieke tijdsindeling, waarbij de dag en de nacht elk in twaalf uren werden verdeeld. In de moderne tijdsindeling werd enkel het beginpunt verplaatst van zonsopgang naar middernacht.

## Uur in de taal
Het woord uur is afkomstig van het Latijnse woord voor uur, hora.
Spreekwoorden en uitdrukkingen met uur:
- Zijn laatste uur heeft geslagen. (hij zal sterven)
- In een verloren uurtje. (iets doen als er even tijd voor is)
- Te elfder ure. (op het laatste moment)